# Nikanor Grujić
Nikanor Grujić (szerbül: Никанор Грујић) (1810. december 1. (julián naptár), december 12 (gregorián naptár), Lippó — 1887. április 26., Pakrác) magyarországi szerb költő, író, pópa.

## Életrajza
Milutin Grujić néven született 1810. december 12-én Lippón. Apja Prokopije Grujić, anyja Agripina Kosić volt. Bátyja, Dragutin Grujić Szigetvár, Mohács esperese és Kácsfalu plébánosa volt.
Milutin latin verseket írt és személyesen adta elő őket. Az alsó gimnáziumot Mohácson, a felsőt Pécsett fejezte be. 1837-ben felvételt nyert a karlócai papneveldébe. 4 év múlva be is fejezte és felvette a Nikanor nevet. 1843-ban beköltözött Rajačić metropolitához. Ekkoriban több helyen szónokolt, köztük a prágai pánszláv kongresszuson. 1850-1861 Krušedol kolostorában kanonok volt, majd 10 évig episzkópa (görögkeleti püspök) lett Pakrácon. 1871-ben meghívták Karlócába adminisztrátornak. Arsenija Stojković miatt azonban vesztett a népszerűségéből és visszatért Pakrácba, amelyet többet nem hagyott el.
1887. április 26-án halt meg Pakrácon és a közeli Gavrinica ortodox templom temetőjében temették el.

## Munkássága
Az irodalomban 1836-ban jelent meg, kezdetben a Milutin nevet használta, majd amikor a gaji Danica című lapban jelent meg egyik verse, akkor Szerb Milutinnak nevezte magát.
Kezdetben patrióta és szentimentális költeményeket írt, amelyek a nemzeti nyelvet és nemzeti érzelmet hangsúlyozták. Továbbá 50 verset írt a bécsi abszolutizmus ellen. 1861-ben kiadta Szent Száva Nemanjić epikus, hazafias vers-imáját, 1852-ben az Észrevételek című művét. Püspökként pedig vallásos műveket írt.
1904-ben halála után adták ki az Autobiográfia művet, amelyben az ő életét és munkásságát is bemutatják.

## Kitüntetése
1874-ben I. Ferenc József magyar király a nagykereszttel tüntette ki.